# Belle Plagne
Belle Plagne is een skidorp in het Franse wintersportgebied La Plagne, deel van Paradiski. Het bevindt zich tussen 2000 en 2100 meter boven zeeniveau op het grondgebied van de gemeente La Plagne Tarentaise in het departement Savoie. Het skidorp werd ingewijd in 1981. Belle Plagne is, in tegenstelling tot La Plagnes modernistische skidorpen uit de jaren 60 en 70, opgevat als een verzameling van chalets in de stijl van meer traditionele houtbouw.